# Nomada martinella
Nomada martinella är en biart som beskrevs av Cockerell 1903. Nomada martinella ingår i släktet gökbin, och familjen långtungebin. Inga underarter finns listade i Catalogue of Life.